# 1993 RP3
1993 RP3 är en asteroid i huvudbältet som upptäcktes den 12 september 1993 av Palomar Planet-Crossing Asteroid Survey (PCAS) vid Palomar-observatoriet.
Asteroiden har en diameter på ungefär 6 kilometer.